# Vlag van Wommelgem
De vlag van Wommelgem werd door de gemeenteraad op 21 maart 1989 officieel vastgesteld als de gemeentelijke vlag van de Antwerpse gemeente Wommelgem. Op 6 juni 1989 werd hij door het Bestuur van Vlaanderen bevestigd en uiteindelijk gepubliceerd op 8 november 1989 in het officiële Belgisch Staatsblad.
Officieel wordt de vlag beschreven als:
Geel met drie blauwe afgerukte everkoppen
De vlag is gebaseerd op het oude gemeentewapen. Het was pas in 1994 dat het wapen in zijn correcte historische kleuren werd toegekend aan de gemeente, te weten in natuurlijke kleuren. Voor de vlag van Wommelgem is deze kleurwijziging echter niet doorgevoerd.

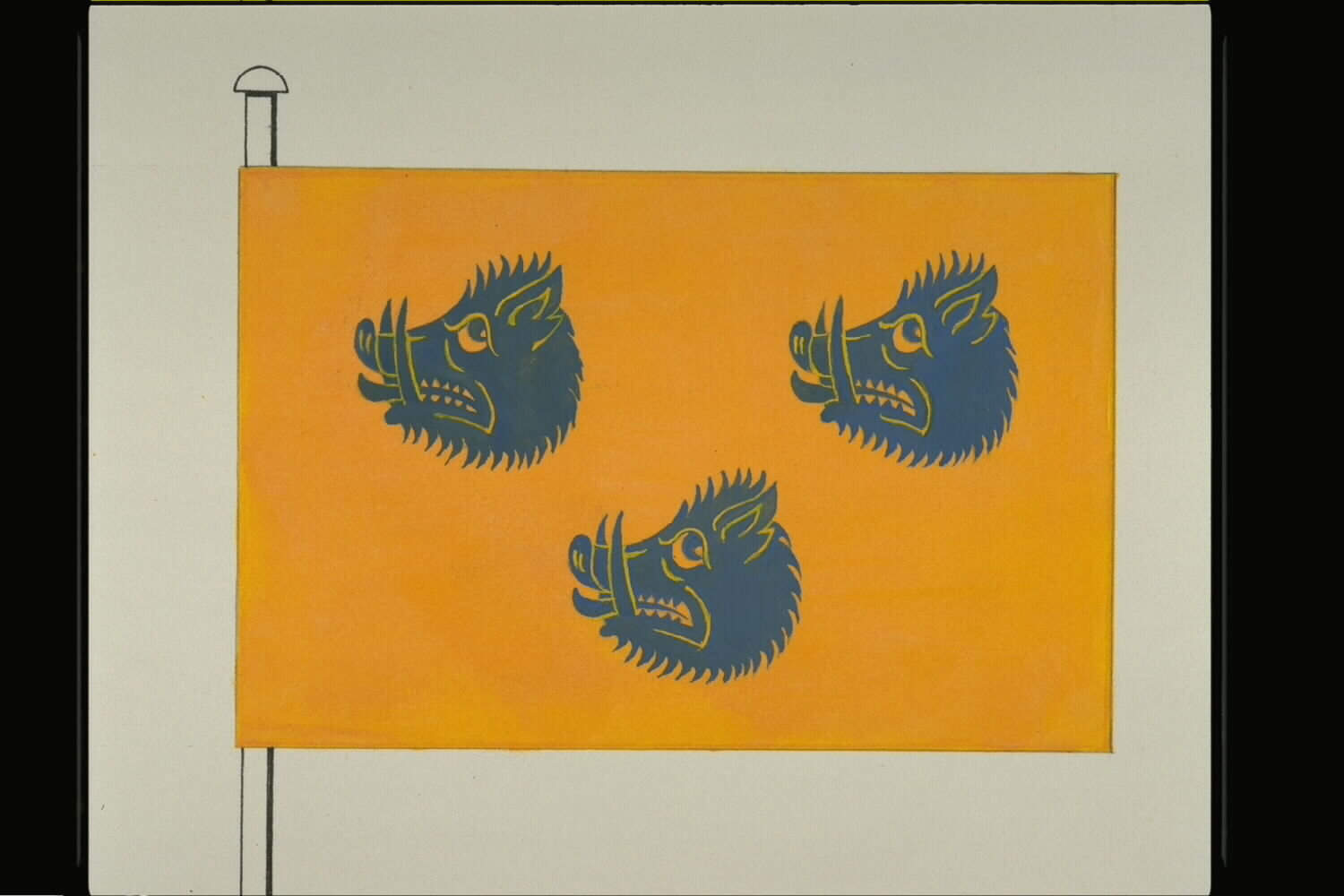
Officiële tekening van de vlag
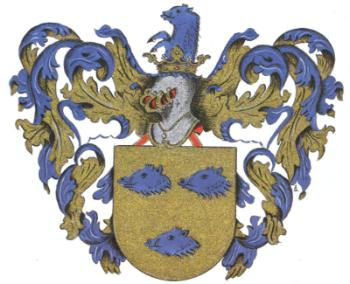
Het oude wapen van Wommelgem met blauwe zwijnshoofden.